# 加利亚托
加利亚托（義大利語：Gagliato），是意大利卡坦扎罗省的一个市镇。总面积6平方公里，人口554人，人口密度92.3人/平方公里（2009年）。ISTAT代码为079055。